# 模型论
模型论（英語：Model theory）一般是指数学中集合论的论述角度对数学概念表现（representation）的研究，或者说是对于作为数学形式系统基础的“模型”的研究。粗略地说，该学科假定有一些既存的数学抽象对象(abstract objects)，然后研究：当这些对象之间的一些运算或者一些关系乃至一组公理被给定时，可以相应证明出什么，以及如何证明。
比如实数理论中一个模型论概念的例子是：我们从一个任意集合开始，作为集合元素的每个个体都是一个实数，其间有一些关系和（或）函数，例如{ ×, +, −, ., 0, 1 }。若我们在该语言中问"∃ y (y × y = 1 + 1)"这样一个问题，显然该陈述对实数而言成立 - 确实存在这样的一个实数y,即所谓2的平方根；对于有理数，该陈述却并不成立。一个类似的命题，"∃ y (y × y = 0 − 1)",在实数中不成立，却在复数中成立，因为i × i = 0 − 1。
模型论研究什么是在给定的数学系统中可证的，以及这些系统相互间的关系。它特别注重研究当我们试图通过加入新公理和新语言构造时会发生什么。
现在模型论（及其方法）已经广泛地应用于其它数学分支甚至理论计算机与工程计算中。例如艾胡德·赫鲁绍夫斯基用模型论方法证明了代数几何中的Mordell-Lang猜想(Mordell–Lang conjecture)。

## 定义
结构被形式的定义于某个语言L的上下文中，它由常量符号的集合，关系符号的集合，和函数符号的集合组成。在语言L上的结构，或L-结构，由如下东西组成：
1. 一个全集或底层集合A，它包含所有感兴趣的对象（"论域"），
2. 给L的每个常量符号一个在A中元素，
3. 给L的每个n价函数符号一个从An到A的函数，和
4. 给L的每个n价关系符号一个在A上的n-元关系（换句话说，An的一个子集）。

函数或关系的价有时也叫做元数（术语"一元"、"二元"和"n-元"中的那个元）。
在语言L中的理论，或L-理论，被定义为L中的句子的集合。如果句子的集合闭合于通常的推理规则之下，则被称为闭合理论。例如，在某个特定L-结构下为真的所有句子的集合是一个闭合L-理论。
L-理论T的模型由在其中T的所有句子都为真的一个L-结构组出，它通常用T-模式的方式定义。
理论被称为可满足的，如果它有模型。
例如，偏序的语言有一个二元关系≥。因而偏序的语言的结构就是带有≥所指示的二元关系的一个集合；如果此外它还满足偏序的公理，則它是偏序的理论的模型。

## 定理
哥德爾完備性定理表明理论有一个模型当且仅当它是一致的，也就是说没有矛盾可以被该理论所证明。这是模型论的中心，因为它使得我们能够通过检视模型回答关于理论的问题，反之亦然。不要把完全性定理和完备理论的概念混淆。一个完备的理论是包含每个句子或其否命题的理论。重要的是，一个完备的协调理论可以通过扩展一个协调的理论得到。
紧致性定理说一组语句S是可满足的（即有一个模型）当且仅当S的每一个有限子集可满足。在证明理论的范围内类似的定义是下显而易见的，因为每个证明都只能有有限量的证明前提。在模型论的范畴内这个证明就更困难了。目前已知的有两个证明方法，一个是库尔特·哥德尔提出的（通过证明论），另一个是阿纳托利·伊万诺维奇·马尔采夫提出的（这个更直接，并允许我们限制最后模型的基数）。
模型论一般与一阶逻辑有关。许多模型论的重要结果（例如哥德爾完備性定理和紧致性定理）在二阶逻辑或其它可选的理论中不成立。在一阶逻辑中对于一个可数的语言，任何理论都有可数的模型。这在勒文海姆-斯科伦定理中有表达，它说对于任何可数的语言中的任何有一个无限模型都有一个可数的初等子模型。
莫雷（Morley）证明了著名的范畴定理。即对于可数语言的任何可数完备理论，如果它在某个不可数基数上是范畴的，则它在所有不可基数上都是范畴的。这个定理极大的刺激了模型论的发展，产生了后来對稳定理论的研究。
近来模型论更加着重于对于其它数学分支，尤其是代数和代数几何的应用。